# Brestova Draga
Brestova Draga es una localidad de Croacia situada en el municipio de Mrkopalj, en el condado de Primorje-Gorski Kotar. Según el censo de 2021, tiene una población de 47 habitantes.

## Demografía
| Gráfica de población de Brestova Draga 1857-2021                   |
|                                                                    |
| Según los censos de población de la Oficina de Estadísticas Croata |